# Séisme imminent

Séisme imminent (Ground Zero) est un téléfilm américain réalisé par Richard Friedman et diffusé en 2000 à la télévision.

## Synopsis
La ville de Los Angeles est frappée par de mystérieuses secousses sismiques qui s'avèrent d'une amplitude et d'une violence terrifiantes. Kimberly Stevenson, une géologue réputée pour le sérieux de son travail est chargée par les autorités d'enquêter sur ces phénomènes. Elle et son fils, Justin, décident d'établir un laboratoire de recherches dans la zone de l'épicentre, une forêt perdue à plus de 200 kilomètres de la ville. Sur place, la scientifique découvre un site mystérieux où des criminels pratiquent des essais nucléaires sur des armes d'un type nouveau destinées au marché noir. Elle fait également la connaissance d'un dénommé Michael Brandeis, un homme d'affaires californien.

## Fiche technique
- Scénario : Richard Friedman
- Durée : 92 min
- Pays :  États-Unis

## Distribution
- Janet Gunn : Kimberly Stevenson
- Jack Scalia : Michael Brandeis
- Scott Terra : Justin Stevenson
- Martin Hewitt : Robert Stevenson
- Reginald VelJohnson : Burt Green
- Vladimir Kulich : Bateman
- Roxana Zal : Victoria Heflin
- Christopher Neame : Andrew Donovan
- Dick Butler : Daniel
- Rick McCallum : Grand homme
- Jimmy Ortega : Johanson
- Bob Minor : Muller
- Gloria O'Brien : Stratton
- Michelle Lindsay : Lacy
- Eddie Driscoll : Benjamin
- Raymond Storti : Technicien
- Eddie Pagliaro : Garde
- Jack Blessing : Présentateur sportif
- Cole McKay : Homme